# غاري إل. براونينج
غاري إل. براونينج (بالإنجليزية: Gary L. Browning)‏ هو لغوي أمريكي، ولد في 1940.